# Scaligeria polycarpa
Scaligeria polycarpa är en flockblommig växtart som beskrevs av Jevgenij Korovin. Scaligeria polycarpa ingår i släktet Scaligeria och familjen flockblommiga växter. Inga underarter finns listade i Catalogue of Life.